# Muškatovec
Muškatovec ali muškatno drevo je katerakoli izmed vrst dreves v rodu Myristica, ki uspevajo predvsem v jugovzhodni Aziji. Najbolj pomembna komercialno uporabljena je vrsta Myristica fragrans, zimzeleno drevo, katerega domorodno rastišče je na otokih Banda v Indoneziji. Muškatovec je pomemben zaradi dveh začimb, pridobljenih iz plodov – muškatni orešek in muškatni cvet.
Muškatno drevo zraste do 15 in celo 20 metrov visoko. Vsako leto rodi do 2000 plodov, ki so podobni marelicam. V notranjosti imajo kot manjši oreh velika, rjava semenska jedra (muškatni orešek), ki jih obdaja rdeč semenski ovoj. Muškatni orešek je seme, ki ima obliko jajca in meri 20 do 30 mm v dolžino in 15 do 18 mm v širino, s posušeno težo med 5 in 10 g, medtem ko je muškatni cvet posušena »čipkasta« rdečkasta obloga oziroma arilus semena. Prvo obiranje muškatovcev poteče 7-9 let po zasaditvi, medtem ko polno produktivnost drevesa dosežejo po 20 letih. Muškatni orešek se po navadi uporablja v obliki praška. To je edini tropski sadež, ki je vir dveh različnih začimb. Izdelki, narejeni iz muškatovca, so še eterična olja, smole in maslo.
Navadni oz. dišeči muškatovec, Myristica fragrans, gojijo tudi na otoku Penang v Maleziji in na Karibih, še posebno v Grenadi. Prav tako raste v Kerali, državi južne Indije. Med ostalimi vrstami muškatovca sta še M. argentea iz Nove Gvineje in M. malabarica iz Indije, oba se uporabljata pri izdelavi izdelkov M. fragrans.

## Botanika in vzgajanje
Muškatovec je dvodomna rastlina, ki se razmnožuje večinoma nespolno. Spolno razmnoževanje s sadiko namreč daje 50 % sadik moškega spola, ki ne dajejo plodov. Ker ne poznamo zanesljive metode za določanje spola rastlin pred cvetenjem v šestem do osmem letu in ker ima spolno razmnoževanje slabši donos, je cepljenje najprimernejša metoda za razmnoževanje.
| Izbrane Myristica vrste | Izbrane Myristica vrste | Izbrane Myristica vrste | Izbrane Myristica vrste | Izbrane Myristica vrste |
| --- | ----------------------- | --- | ----------------------- | --- |
| M. acsmithii M. agusanensis M. alba M. albertisii M. amboinensis M. ampliata M. amplifolia M. amygdalina M. anceps M. andamanica M. angolensis M. angustifolia M. apiculata M. archboldiana M. ardisiifolia M. arfakensis M. argentea M. aruensis M. atrescens M. atrocorticata M. attenuata M. avis-paradisiacae M. baeuerlenii M. balsamica M. bancana M. basilanica M. batjanica M. beccarii M. beddomei M. bivalvis M. bombycina M. brachiata M. brachypoda M. brassii M. brevistipes M. buchneriana M. byssacea M. cagayanensis M. canariformis M. cantleyi M. capitellata M. carrii M. castaneifolia M. celebica M. cerifera M. ceylanica M. chapelieri M. chartacea M. chrysophylla M. cimicifera M. cinerea M. cinnamomea M. clarkeana M. clemensii M. coacta M. colinridsdalei M. collettiana M. commersonii M. concinna M. conspersa M. contorta M. contracta M. cookii M. coriacea M. cornutiflora M. corticata M. corticosa M. costata M. costulata M. crassa M. crassifolia M. crassinervis M. crassipes M. cucullata M. cumingii M. curtisii M. cylindrocarpa M. dactyloides M. dardaini M. dasycarpa M. debilis M. depressa M. devogelii M. diversifolia M. duplopunctata M. duthiei M. elegans M. elliptica M. ensifolia M. erratica M. eugeniifolia M. euryocarpa M. extensa M. fallax M. faroensis M. farquhariana M. fasciculata M. filipes M. finlaysoniana M. firmipes M. fissiflora M. fissurata M. flavovirens M. flocculosa M. flosculosa M. forbesii M. fragrans M. frugifera M. fugax M. furfurascerts |                         | M. fusca M. fusiformis M. gamblei M. garciniifolia M. gardneri M. geminata M. gibbosa M. gigantea M. gillespieana M. glauca M. globosa M. gordoniifolia M. gracilipes M. grandifolia M. grandis M. griffithii M. guadalcanalensis M. guatteriifolia M. guillauminiana M. hackenbergii M. hellwigii M. heritierifolia M. heterophylla M. hollrungii M. hooglandii M. horsfieldia M. hostmanni M. hypargyraea M. hyposticta M. impressa M. impressinervia M. inaequalis M. incredibilis M. iners M. ingens M. ingrata M. inopinata M. insipida M. intermedia M. inundata M. inutilis M. irya M. iteophylla M. johnsii M. kajewskii M. kalkmanii M. kjellbergii M. koordersii M. korthalsii M. kunstleri M. kurzii M. laevifolia M. laevigata M. laevis M. lakilaki M. lasiocarpa M. laurella M. laurina M. laxiflora M. lemanniana M. lenta M. lepidota M. leptophylla M. leucoxyla M. litoralis M. longipes M. longipetiolata M. lowiana M. macgregori M. macrantha M. macrocarpa M. macrocarya M. macrocoma M. macrothyrsa M. magnifica M. maingayi M. majuscula M. malabarica M. malayana M. mandaharan M. mannii M. markgraviana M. mascula M. maxima M. mediovibex M. mediterranea M. micrantha M. microcarpa M. microcephala M. millepunctata M. mindanaensis M. mindorensis M. miohu M. missionis M. mollissima M. mouchio M. multinervia M. murtoni M. myrmecophila M. nana M. neglecta M. negrosensis M. nesophila M. niobue M. niohne M. nitida M. nivea M. oblongifolia M. olivacea M. orinocensis |                         | M. ornata M. ovicarpa M. pachycarpidia M. pachyphylla M. pachythyrsa M. palawanensis M. paludicola M. papillatifolia M. papuana M. papyracea M. parviflora M. pectinata M. pedicellata M. peltata M. pendulina M. perlaevis M. petiolata M. philippensis M. pilosella M. pilosigemma M. pinnaeformis M. platysperma M. plumeriifolia M. polyantha M. polyspherula M. pseudoargentea M. psilocarpa M. pubicarpa M. pulchra M. pumila M. pygmaea M. quercicarpa M. racemosa M. radja M. resinosa M. retusa M. ridleyana M. ridleyi M. riedelii M. robusta M. rosselensis M. rubiginosa M. rubrinervis M. rumphii M. sagotiana M. salomonensis M. sangowoensis M. sapida M. sarcantha M. schlechteri M. schleinitzii M. schumanniana M. scortechinii M. scripta M. sericea M. sesquipedalis M. simiarum M. simulans M. sinclairii M. smythiesii M. sogeriensis M. spanogheana M. sphaerosperma M. sphaerula M. spicata M. sprucei M. stenophylla M. suavis M. subalulata M. subglobosa M. subtilis M. succadanea M. succosa M. sulcata M. suluensis M. sumbavana M. superba M. tamrauensis M. teijsmannii M. tenuivenia M. teysmanni M. tingens M. tomentella M. tomentosa M. trianthera M. tristis M. tuberculata M. tubiflora M. ultrabasica M. umbellata M. umbrosa M. uncinata M. undulatifolia M. urdanetensis M. uviformis M. valida M. velutina M. verruculosa M. villosa M. vinkeana M. vordermanni M. wallaceana M. wallichii M. warburgii M. wenzelii M. womersleyi M. wrayi M. wyatt-smithii M. yunnanensis M. zeylanica |

## Uporaba v kulinariki
Pri kuhanju se uporabljata muškatni orešek in cvet. Muškatni orešček in cvet imata podobne senzorične lastnosti, s tem, da ima muškatni orešček rahlo slajši okus, cvet pa nežnejšega. Cvet je pogosto vključen v lahke jedi, saj doda svetlo oranžni, žafranu podoben odtenek. Muškatni orešček se uporablja za aromatizacijo številnih jedi, po navadi v zmleti ali naribani obliki.
Muškatni orešek je potrebno naribati tik pred uporabo, ker sicer izgubi ves vonj.
Muškatni orešek uporabljamo za pripravo:
- špinače, cvetače, brstičnega ohrovta, ohrovta ...
- zelenjavnih jedi
- krompirjevih jedi in riža
- finega peciva

V kulinariki Penanga se suha, narezana lupina muškatnega oreščeka premazana s sladkorjem uporablja kot dodatek pri jedi Penang ais kacang. Lupina je lahko tudi zdrobljena v mešalniku (nastane svež, zelen, kiselkast okus in sok bele barve) ali kuhana (kar ima za posledico veliko slajši, rjavi sok) za uporabo v ledenem soku muškatnega oreščka ali, kot se imenuje v Penang Hokkien, lau hau peng.
V indijski kulinariki se muškatni orešček uporablja v mnogih tako sladkih kot slanih jedih (večinoma v kulinariki Mughlai). V večjem delu Indije je znan kot jaiphal. V jeziku kannada se imenuje jaayi-kaayi/jaaipatre, jathikai (சாதிக்காய்) v tamilščini in jatipatri (ജാതിപത്രി) in jathi (ജാതിക്കായ) seme v Kerali. V Telugu se muškatni orešček imenuje jaaji kaaya (జాజి కాయ), cvet pa jaapathri (జాపత్రి). Prav tako je dodan v majhnih količinah kot zdravilo za dojenčke (janma ghutti) in v mešanici začimb garam masala. V Indiji mleti muškatni orešček prekajujejo.
V kulinariki Bližnjega vzhoda se mleti muškatni orešček uporablja kot začimba slanih jedi. V arabščini se imenuje jawzat at-tiyb (جوزة الطيب).
V Grčiji in na Cipru se imenuje  μοσχοκάρυδο (moschokarydo) in se uporablja pri kuhanju slanih jedi.
V tradicionalni evropski kulinariki se muškatni orešček in muškatni cvet uporabljata predvsem v jedeh s krompirjem in predelanih mesnih izdelkih, prav tako pa v juhah, omakah in pecivu. V nizozemski kulinariki se muškatni orešček dodaja zelenjavi kot npr. brstičnemu ohrovtu, cvetači in stročjemu fižolu. Muškatni orešček je tradicionalna sestavina v kuhanem jabolčniku, kuhanem vinu in jajčnemu likerju.
Japonske vrste curry praška ga prav tako vključujejo kot sestavino.
Na Karibih se muškatni orešček pogosto uporablja v pijačah kot so Bushwacker, Painkiller in Barbados rum punch. Po navadi se ga potrese na vrhu pijače.
Plod se uporablja v Grenadi, za izdelavo marmelade – morne delice. V Indoneziji se iz sadeža prav tako izdeluje marmelada – selei buah pala, ali pa se drobno nareže, prekuha s sladkorjem in kristalizira za izdelavo dišeče sladkarije – manisan pala.

## Eterična olja
Eterična olja pridobljena z destilacijo z vodno paro iz mletega muškatnega oreščka se pogosto uporabljajo v proizvodnji pafrumov in v farmacevtski industriji. Ta hlapna frakcija običajno vsebuje 60–80 % d-kamfena po teži, kot tudi količine d-pinena, limonena, d-borneola, l-terpineola, geraniola, safrola in miristicina. Olje je brezbarvno ali svetlo rumeno in ima vonj kot okus muškatnega oreščka. Vsebuje številne komponente, ki so zanimive za industrijo in se uporablja kot naravna aroma hrane v pecivih, sirupih, pijačah in sladkarijah. Uporablja se kot zamenjava za mleti muškatni orešček, saj v hrani ne pušča delcev. Eterično olje se prav tako uporablja v kozmetični in farmacevtski industriji, npr. v zobnih pastah in kot ena glavnih sestavin v nekaterih sirupih proti kašlju. V tradicionalni medicini sta se muškatni orešček in eterično olje muškatnega oreščka uporabljala za bolezni povezane z živčnim in prebavnim sistemom.

## Muškatno maslo
Maslo muškatnega oreščka je pridobljena iz oreščkov s stiskanjem. Je poltrdne konsistence, rdečerjave barve z okusom in vonjem muškatnega oreščka. Približno 75 % teže masla je trimiristin, ki se lahko pretvori v miristinsko kislino, 14-C maščobno kislino, ki se lahko uporablja kot nadomestilo za kakavovo maslo in se lahko meša z drugimi maščobami kot so bombaževo ali palmovo olje, prav tako pa ima uporabo v industriji kot lubrikant.

## Zgodovina
Le poper in morda nageljnove žbice imata med začimbami tako bogato in krvavo zgodovino kot muškat.
Zdravnikom v Antiki je bil muškat neznan. »Sadovi« muškata so prispeli v Evropo verjetno s križarskimi vitezi. Prvi zanesljivi vir je bizantinski zdravnik Simon Seth, ki je v 10. stoletju napisal o muškatu »da koristi želodcu, jetrom in srcu«, vendar je že tedaj svaril pred pretiranim uživanjem.
Najprej so ga po morju in karavanskih poteh prinašali v Evropo arabski trgovci. V tem času je stalo pol kilograma muškata toliko kot tri ovce. V 16. stoletju so ga imenovali »Zlato Vzhodne Indije«. Angleži, Španci, Portugalci in Nizozemci so se krvavo bojevali za sadove muškatnega drevesa. Kot rezultat teh bojev so Angleži zamenjali otok Run v vzhodnoindijskem arhipelagu za veliko večji otok na vhodni obali severne Amerike, ki je bil v nizozemski lasti. Ta otok je Manhattan in je imel tedaj manj kot 1000 prebivalcev. Trgovina z muškatom je prinašala ogromne dobičke. Na otokih je bila cena za 10 funtov muškatnega oreška manj kot en peni, v Angliji pa se je prodajal za dva funta in 10 šilingov.
Muškatni orešček je bil znan kot draga začimba v evropski srednjeveški kulinariki. Uporabljali so ga kot aromo, zdravilo in konzervans. Sain Theodor the Studite (ca. 758 – ca. 826) je svojim menihom dovoljeval, da so si na puding iz črnega graha potresli malo muškatnega oreščka. V času kraljice Elizabete I., so verjeli, da lahko muškatni orešček odvrne kugo, zato je takrat postal zelo priljubljen, njegova cena pa se je dvignila v višave.
Majhni otoki Banda so bili vse do sredine 19. stoletja edini vir muškatnega oreščka in muškatnega cveta na svetu. Muškatni orešček je veljal za zelo dragoceno potrošno dobrino med muslimanskimi mornarji iz pristanišča v Basri, kot na primer za Sinbada, mornarja iz Tisoč in ene noči. Z muškatnim oreščkom so Arabci trgovali v srednjem veku in ga prodajali Benečanom po zelo visokih cenah, vendar pa trgovci nikoli niso razkrili točne lokacije svojega vira. Tako noben Evropejec ni bil sposoben izslediti njihove lokacije.
Avgusta leta 1511 je Alfonso de Albuquerque osvojil Malako, ki je bila takrat središče azijskega trgovanja, v imenu portugalskega kralja. Novembra tistega leta, je Albuquerque poslal ekspedicijo treh ladij, z namenom, da najdejo otoke Banda. Prvi Evropejci, ki so dosegli otoke, so tam ostali približno en mesec in svoje ladje napolnili z muškatnim oreščkom in muškatnim cvetom, ter s klinčki. Prvi zapisi otokov Banda so v knjigi Suma Oriental, katero je napisal portugalski farmacevt Tomé Pires okoli leta 1515.
Trgovanju z muškatnim oreščkom so kasneje v 17. stoletju dominirali Nizozemci. Angleži in Nizozemci so se tako podali v bitke za prevzem nadzora nad otokom Run, ki je bil v tistem času edini vir muškatnega oreščka. Na koncu druge anglo-nizozemske vojne, so Nizozemci prevzeli nadzor, medtem ko je Anglija obvladovala New Amsterdam (New York) in Severno Ameriko.
Nizozemci so bili krvavo vojno, vključno s pokolom in zasužnjevanjem prebivalstva otoka Banda, samo da bi ohranili proizvodnjo muškatnega oreščka v vzhodni Indiji leta 1621. Po tem so bili otoki Banda vodeni kot niz nasadov, vsako muškatno drevo posajeno drugje, pa je bilo izkoreninjeno.
Leta 1760 je bila cena muškatnega oreščka v Londonu 187 do 198 šilingov za kilogram; cena, ki je bila umetno vzdrževana visoko s strani Nizozemcev, s pomočjo požiganj lastnih skladišč. Kljub težavam so nizozemci obdržali oblast nad otoki Banda vse do druge svetovne vojne.
Connecticut je dobil svoj vzdevek (država muškatnega oreščka, Nutmegger) iz legende, ki pravi, da so nekateri tamkajšnji brezvestni trgovci izdolbli 'muškatni orešček' iz lesa in tako ustvarili "leseni muškatni orešček" (izraz, ki se je kasneje uveljavil za poimenovanje katere koli goljufije).

## Svetovna proizvodnja
Svetovna proizvodnja muškatnega oreščka je po ocenah v povprečju med 10,000 in 12,000 tonami na leto, z letnim svetovnim povpraševanjem približno 9.000 ton. Proizvodnja cvetov je ocenjena na 1,500 do 2,000 ton. Indonezija in Grenada prevladujeta pri proizvodnji in izvažanju obeh produktov, s svetovnim tržnim deležem 75 % oziroma 20 %. Drugi proizvajalci so še Indija, Malezija (še posebej Penang, kjer so drevesa samorasla), Papua Nove Gvineje, Šri Lanka in Karibski otoki, kot na primer St. Vincent in Grenada. Glavni uvozni trgi so Evropska unija, ZDA, Japonska in Indija. Singapur in Nizozemska sta glavna ponovna izvoznika.

## Medicinske raziskave
Neka študija je pokazala, da spojina macelignan, izolirana iz Myristica fragrans (Myristicaceae) lahko deluje protimikrobno proti Streptococcus mutans, vendar se ta trenutno ne uporablja za zdravljenje.
Muškatni orešček se uporablja v medicini že vsaj od 17. stoletja. V 19 stoletju se je uporabljal kot abortiv, kar je pripeljalo do številnih zabeleženih primerov zastrupitve z muškatnim oreščkom. Čeprav se uporablja v ljudski medicini za zdravljenje drugih bolezni, do danes še nima dokazane zdravilne vrednosti.

## Psihoaktivnost in toksičnost

### Učinki
V nizkih odmerkih, muškatni orešček ne povzroči nobenih opaznih fizioloških ali nevroloških sprememb, medtem ko ima v večjih odmerkih surovi muškatni orešček psihoaktivne učinke. Sveže mlet muškatni orešček vsebuje miristicin, psihoaktivna snov, ki je inhibitor monoaminooksidaz. Zastrupitev z miristicinom lahko povzroči krče, palpitacije, slabost, dehidracijo in bolečino po celem telesu. Prav tako je znan, da povzroča delirij.
Smrtne zastrupitve z miristicinom pri ljudeh so zelo redke, poročali so o dveh: ena pri 8-letnem otroku in druga pri 55-letnem odraslem, smrt slednjega gre pripisati kombinaciji z flunitrazepamom.
V zabeleženih primerih je surovi muškatni orešček zaradi miristicina in elemicina povzročil simptome podobne antiholinergičnim.
Zastrupitve so imele učinke, ki variirajo od pacienta do pacienta, pogosto pa so poročali o stanju zmedenosti, razburjenja z glavoboli, slabostjo in omotičnostjo,  spremljali so jih simptomi kot so suha usta, krvave oči in spominske motnje. Muškatni orešček po poročanjih povzoča tudi halucinacije, kot so vizualna izkrivljanja in paranoidne misli. V poročilih je zastrupitev trajala več ur, preden je bil dosežen maksimum, učinki pa so trajali tudi po več dni.
Zastrupitev z miristicinom je potencialno lahko smrtonosna za nekatere domače živali in ostale živali, pri količinah, ki jih ljudje uporabljajo v kulinariki. Zaradi tega je priporočljivo, da se z jajčnim likerjem ne hrani psov.

### Zgodovina uporabe
Psychedelics Encyclopedia Petra Stafforda citira poročilo iz Mumbaja, iz leta 1883, ki pravi, da so Hindujci zahodne Indije muškatni orešček uporabljali za omamljanje, začimba pa se je več stoletij uporabljala za njuhanje na podeželju vzhodne Indonezije in Indije, v obliki mešanice zmletih semen in ostalih njuhancev. Leta 1829 je češki fiziolog zaužil tri zmlete muškatne oreščke s kozarcem vina in zabeležil glavobole, slabost, halucinacije in občutek evforije, ki je trajala več dni.
Etnobotanik iz Harvarda - Richard Evans Schultes in kemik Alber Hofmann, ki je odkril LSD, sta beležila poročila o uporabi muškatnega oreščka za omamljanje s strani študentov, zapornikov, mornarjev, alkoholikov in kadilcev marihuane. V svoji avtobiografiji je Malcolm X pisal o uživanju muškatnega oreščka in drugih »pol-drog« v času prestajanja kazni v zaporu.
Angewandte Chemi International Edition beleži uporabo muškatnega oreščka za omamljanje v ZDA v obdobju po drugi svetovni vojni, zlasti med mladimi, umetniki in zaporniki. Članek v časopisu New York Times iz leta 1966 je muškatni orešček uvrstil v skupino »alternativnih drog« na študentskih kampusih v ZDA skupaj z zdravili za izgubljanje teže, semeni nekaterih slakovk, sirupom proti kašeju in drugimi.

### Toksičnost med nosečnostjo
Muškatni orešček je nekoč veljal kot abortiv, vendar se lahko v kulinaričnih količinah uporablja tudi med nosečnostjo. Ni pa priporočljiv vnos večjih količin, saj zavira proizvodnjo prostaglandinov in vsebuje halucinogene, ki lahko vplivajo na plod.